# John P. McKay
John P. McKay, född 27 augusti 1938 i St. Louis, Missouri, död 24 november 2022, var en amerikansk historiker.
McKay har studerat vid Wesleyan University och University of California, Berkeley. Han blev lärare i historia vid University of Illinois i Urbana 1966, och blev professor där 1976. 
McKay vann Herbert Baxter Adams Prize för boken Pioneers for Profit: Foreign Entepreneurship and Russian Industrialization 1885-1913 (1970). Han har översatt Jules Michelets The People till engelska (1973) och skrivit Tramways and Trolleys: The Rise of the Urban Mass Transport in Europe (1976) samt ett hundratal artiklar, bokkapitel och recensioner. Han medverkar bl.a. i A History of World Societies, ett stort verk om världshistorien som har utkommit i flera upplagor.